# Tschuktschen-Rüstung
Eine Tschuktschen-Rüstung ist eine Schutzwaffe von der Tschuktschen-Halbinsel.

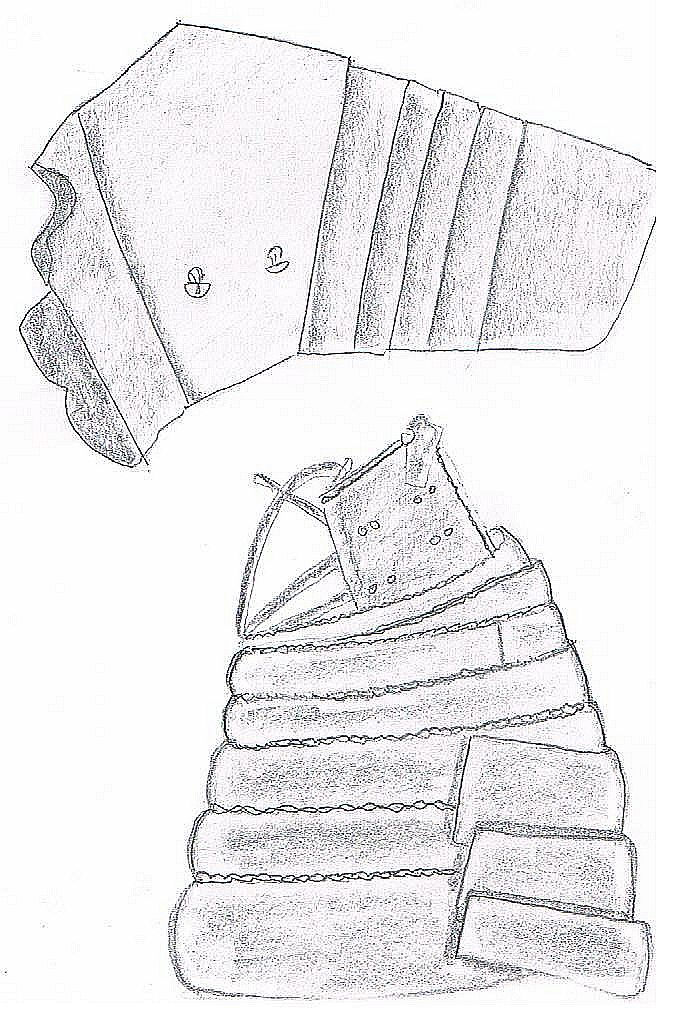
Bestandteile der Tschuktschen-Rüstung

## Beschreibung
Eine Tschuktschen-Rüstung ist eine Version der Koryak-Rüstung. Sie besteht im Wesentlichen aus denselben Materialien wie diese und hat auch einen fast gleichen Aufbau. Der größte Unterschied ist jedoch, dass sie keinen Knochenpanzer besitzt, sondern zur Gänze aus Leder besteht. Anstatt der Knochen hat die Tschuktschen-Rüstung eine Art ringförmigen Rock aus Robbenleder. Das Leder wird auf einen runden Rahmen aus Holz oder Knochen aufgezogen und mit Lederstreifen zusammengebunden. Die sieben Ringe werden von der Hüfte zu den Füßen hin größer. Der Rückenschild ist, statt aus einem großen Lederteil wie bei der Koryak-Rüstung, aus mehreren Teilen aufgebaut und an den Enden eckig statt abgerundet. Er dient ebenfalls dazu, Speere, Pfeile und andere Wurfgeschosse abzuwehren. Da die Lederringe nachgiebig sind, wird den Geschossen die Durchschlagskraft genommen.